# Peter Voser

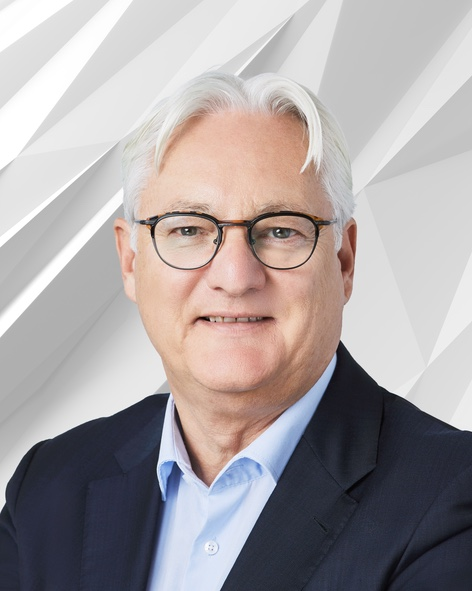
Peter Voser (2009)

Peter Robert Voser (* 29. August 1958 in Baden) ist ein Schweizer Manager. Er ist seit 2015 Verwaltungsratspräsident der ABB-Gruppe. Zuvor war Voser CEO des Mineralöl- und Erdgas-Konzerns Royal Dutch Shell. 

## Leben
Voser wuchs in Neuenhof und Würenlos im Kanton Aargau auf, besuchte die Schule in Baden. Nach einer kaufmännischen Lehre, absolvierte er die HWV Zürich, die Vorgängerschule der School of Management and Law. Zwischen 1982 und 2002 übte er verschiedene Funktionen bei Royal Dutch Shell aus. Von 2002 bis 2004 war Voser Chief Financial Officer (CFO) von Asea Brown Boveri (ABB). In dieser Funktion war er stark am Umschwung der damals angeschlagenen ABB beteiligt. Ab 2004 war Voser Chief Financial Officer von Royal Dutch Shell. Am 1. Juli 2009 löste er Jeroen van der Veer als CEO bei Royal Dutch Shell in Den Haag ab. Per 1. Januar 2014 trat er als CEO von Royal Dutch Shell zurück, da er mehr Zeit für seine Familie und für sich selbst im Privatleben haben wolle. Er kehrte in die Schweiz zurück und blieb bis Ende März 2014 bei Shell Schweiz angestellt. Nachfolger als CEO wurde Ben van Beurden. Am 30. April 2015 wurde er zum Verwaltungsratspräsidenten der ABB gewählt, er folgte auf Hubertus von Grünberg. Von April 2019 bis Ende Februar 2020 war er zusätzlich vorübergehend auch Chief Executive Officer (CEO).
Voser ist Mitglied im Verwaltungsrat (Board of Directors) der IBM Corporation, USA, sowie der Temasek Holdings (Singapur) und Präsident von deren Tochtergesellschaft PSA International. Er ist Mitglied vom Asia Business Council und Präsident von Europe Delivers. Er ist Mitglied des Stiftungsrats der St. Galler Stiftung für Internationale Studien, auf den 3. September 2013 wurde er Nachfolger von Josef Ackermann in der Funktion des Stiftungsratspräsidenten. Von 2005 bis 2010 war Voser Verwaltungsrat der UBS und von 2011 bis 2019 der Roche Holding. Er ist seit 2019 Honorary Member von Catalyst Inc., von 2013 bis 2017 war er deren Präsident. Von 2004 bis 2006 war er Mitglied des Aufsichtsrates von Aegon N.V. und von 2006 bis 2010 Verwaltungsrat der Eidgenössischen Revisionsaufsichtsbehörde.
Mit einem Jahresgehalt von knapp 15 Millionen Euro war er nach Angaben der Süddeutschen Zeitung im Jahr 2009 der bestverdienende Konzernchef Europas.
Voser ist verheiratet und hat zwei Töchter und einen Sohn. Er wohnt im aargauischen Widen.

## Auszeichnung
2011 verlieh der Sultan von Brunei Voser den Titel «Dato Seri Laila Jasa», was in etwa vergleichbar ist mit dem «Officer of the Most Excellent Order of the British Empire» und Ausdruck des Dankes für die 90-jährige Partnerschaft zwischen Brunei und Shell ist.
Er wurde 2022 mit der Auszeichnung «Honorary Citizen of Singapor» geehrt. Dies ist die höchste nationale Anerkennung für Nicht-Singapurer.